# Philopatrie
Philopatrie (wörtlich „Vaterliebe“), die Brutortstreue, ist ein zoologischer Fachbegriff, der bei verschiedenen Tierklassen, insbesondere bei Vögeln, manchen Säugetieren, wie Walen oder Robben, sowie bei einigen Reptilien, wie den Meeresschildkröten, angewandt wird. Es ist darunter das wiederholte Brüten am selben Ort, oder an zumindest räumlich sehr nahe gelegenen Orten zu verstehen (engl. site fidelity) beziehungsweise auch der Versuch der Nachkommen, sich am Aufwuchsort, oder zumindest in großer Nähe zu ihm wieder anzusiedeln (engl. natal philopatry).
Philopatrisches Verhalten ist unter den verschiedenen Arten äußerst unterschiedlich ausgeprägt, bei vielen Arten verhalten sich auch die Geschlechter in Bezug auf die Brutortstreue unterschiedlich. Auch innerhalb derselben Art können diesbezüglich Verhaltensunterschiede bestehen. Generell lässt sich sagen, dass die Intensität der Philopatrie bei einzelbrütenden wandernden Singvögeln weniger stark ausgeprägt ist als bei Standvögeln oder bei Koloniebrütern. Besonders intensiv entwickeltes philopatrisches Verhalten zeigen koloniebrütende Seevögel, zum Beispiel Möwen, Alken oder Pinguine.
Philopatrie bietet den Vorteil, dass ein an einen bestimmten Ausschnitt eines Lebensraumes angepasstes Individuum diesen optimal nutzen kann, gleichzeitig erhöht dieses Verhalten die Gefahr der Inzucht, die auf Dauer in den meisten Populationen negative Auswirkungen hat. Offenbar bestehen aber Mechanismen, die selbst in Seevogelkolonien Inzucht minimieren. Unter 244 Paarungen des Gelbaugenpinguins wurden nur 7 Inzuchtsfälle festgestellt.